# Montcharvot
Montcharvot ist eine französische Gemeinde mit 40 Einwohnern (Stand 1. Januar 2022) im Département Haute-Marne in der Region Grand Est; sie gehört zum Arrondissement Langres. Die Bewohner werden Charvotais und Charvotaises oder Montchaliens und Montchaliennes genannt.

## Geografie
Montcharvot liegt etwa 50 Kilometer südöstlich von Chaumont im Südosten des Départements Haute-Marne.

## Geschichte
Die Gemeinde wurde im 12. Jahrhundert erstmals erwähnt. Die Mechanisierung der Landwirtschaft führte zu einer starken Abwanderung im späten 19. Jahrhundert und im 20. Jahrhundert. Montcharvot war Teil der Bailliage de Langres innerhalb der königlichen Provinz Champagne. Der Ort gehörte von 1793 bis 1801 zum District Bourbonne. Zudem von 1793 bis 1801 zum Kanton Coiffy la Ville und seit 1801 zum Kanton Bourbonne-les-Bains.

### Bevölkerungsentwicklung
| Jahr                       | 1962 | 1968 | 1975 | 1982 | 1990 | 1999 | 2006 | 2012 | 2019 |
| Einwohner                  | 42   | 34   | 30   | 30   | 33   | 36   | 38   | 37   | 32   |
| Quellen: Cassini und INSEE |      |      |      |      |      |      |      |      |      |

## Sehenswürdigkeiten
- Kirche la Vierge-en-sa-Nativité (auch Notre-Dame-en-sa-Nativité) aus dem Jahr 1717[1]
- Lavoir mit Brunnen westlich des Dorfs
- Wegkreuz an der Kreuzung der Rue du Chêne und Rue de la Marne
- Gipfelkreuz an der Westgrenze der Gemeinde